# Callum Smith (Skilangläufer)
Callum Smith (* 12. Oktober 1992 in Bristol) ist ein ehemaliger britischer Skilangläufer.

## Werdegang
Smith trat von 2008 bis 2018 bei FIS Skilanglaufwettbewerben an. Sein erstes Weltcuprennen lief er im Januar 2011 in Otepää, welches er mit dem 75. Rang über 15 km klassisch beendete. Seine besten Resultate bei den nordischen Skiweltmeisterschaften 2011 in Oslo waren der 70. Platz über 15 km klassisch und der 15. Rang mit der Staffel. In der Saison 2012/13 belegte er bei den nordischen Skiweltmeisterschaften 2013 im Val di Fiemme den 69. Platz im Skiathlon und bei der Winter-Universiade 2013 in Lago di Tesero den 50. Rang über 10 km Freistil. Sein bestes Ergebnis bei den Olympischen Winterspielen 2014 in Sotschi war der 62. Platz im Sprint und im Skiathlon. Im Februar 2017 kam er bei den nordischen Skiweltmeisterschaften 2017 in Lahti auf den 73. Platz im Sprint, auf den 57. Rang über 15 km klassisch und auf den 53. Platz im 50-km-Massenstartrennen. Seine beste Platzierung im Weltcup erreichte er beim Weltcupfinale 2017 in Québec, welches er auf dem 56. Platz beendete, mit dem 54. Platz in der Verfolgung. Bei den Olympischen Winterspielen 2018 in Pyeongchang lief er auf den 75. Platz über 15 km Freistil, auf den 57. Rang im Skiathlon und auf den 54. Platz im 50-km-Massenstartrennen.